# Vladyslav Supriaha
Vladyslav Serhiyovych Supriaha (en ucraniano: Владислав Сергійович Супряга; Sarata, 15 de febrero de 2000) es un futbolista ucraniano que juega como delantero en el F. C. Dinamo de Kiev de la Liga Premier de Ucrania.

## Trayectoria
Es un producto de los equipos juveniles del Dnipro y comenzó a hacer apariciones en la banca para el equipo principal en la temporada 2016-17. Tras el descenso de Dnipro al tercer nivel después de la temporada 2016-17 debido a irregularidades financieras, cambió a otro equipo de Dnipró, el Dnipro-1. Hizo su debut en la Segunda Liga de Ucrania con el Dnipro-1 el 15 de julio de 2017 en un partido contra el Metalist Járkov como sustituto en el minuto 61 de Vladyslav Voytsekhovskyi.
El 10 de agosto de 2018 firmó un contrato de cinco años con el club de la Liga Premier de Ucrania, el Dinamo de Kiev.
Hizo su debut en la Liga Premier de Ucrania con el Dinamo de Kiev el 25 de agosto de 2018 en un partido contra el Chornomorets Odesa como suplente ingresando en el minuto 82 por Nazariy Rusyn. Fue titular en el siguiente partido, el partido de vuelta de la eliminatoria de la Liga de Campeones de la UEFA contra el Ajax el 28 de agosto. Ajax eliminó a Dynamo en la serie.

## Selección nacional
Representó a Ucrania sub-17 en el Campeonato Europeo Sub-17 de la UEFA 2017 en Croacia, donde no lograrían avanzar de la fase de grupos.
En el Campeonato Europeo de la UEFA Sub-19 2018, Ucrania sub-19 avanzó a la semifinal. A pesar de solo anotar una vez, fue seleccionado para el equipo ideal del torneo en la posición de delantero central. En la Copa Mundial de Fútbol Sub-20 de 2019, Ucrania ganó su primer título de torneo de la FIFA; anotó dos goles en la final para la victoria por 3-1 sobre Corea del Sur.

## Palmarés

### Títulos nacionales
| Título                  | Club                 | País    | Año  |
| ----------------------- | -------------------- | ------- | ---- |
| Supercopa de Ucrania    | F. C. Dinamo de Kiev | Ucrania | 2020 |
| Liga Premier de Ucrania | F. C. Dinamo de Kiev | Ucrania | 2021 |
| Copa de Ucrania         | F. C. Dinamo de Kiev | Ucrania | 2021 |

### Títulos internacionales
| Título                        | Club (*)       | País    | Año  |
| ----------------------------- | -------------- | ------- | ---- |
| Copa Mundial de Fútbol Sub-20 | Ucrania sub-20 | Polonia | 2019 |

(*) Incluyendo la selección.